# Orsara Bormida
Orsara Bormida är en ort och kommun i provinsen Alessandria i regionen Piemonte i Italien. Kommunen hade 402 invånare (2018).